# O.C.L. Industrial Township
O.C.L. Industrial Township es una  ciudad industrial situada en el distrito de Sundargarh en el estado de Odisha (India). Su población es de 2397 habitantes (2011).

## Demografía
Según el censo de 2011 la población de O.C.L. Industrial Township era de 2397 habitantes, de los cuales 1311 eran hombres y 1086 eran mujeres. O.C.L. Industrial Township tiene una tasa media de alfabetización del 96,48%, superior a la media estatal del 72,87: la alfabetización masculina es del 97,44%, y la alfabetización femenina del 95,34%.